# カラシベッタ
カラシベッタ（イタリア語: Calascibetta）は、イタリア共和国シチリア州エンナ県にある、人口約4,400人の基礎自治体（コムーネ）。

## 地理

### 位置・広がり
カラシベッタはエンナから北へ6kmの所にある。エレイ山脈(monti Erei)にあり、シメート川とサルソ川の分水嶺がある。

#### 隣接コムーネ
隣接するコムーネは以下の通り。括弧内のPAはパレルモ県所属を示す。
- ボンピエトロ (PA)
- エンナ
- ガンジ (PA)
- レオンフォルテ
- ニコジーア
- ヴィッラローザ

## 文化

### 記念物
- Chiesa del Carmelo
- Chiesa Madre Vergine Assunta,
- Chiesa del Collegio di Maria,
- Collegio di Maria,
- Chiesa di San Pietro
- Chiesa dell'Itria,
- Chiesa del Ricovero
- Chiesa di San Giuseppe
- Chiesa di San Vincenzo
- Chiesa di Sant'Antonio
- Chiesa di Santa Barbara

## 経済
穀物、柑橘類、アーモンド、ワイン用ブドウおよび転換産業などの農業を基本としている。硫黄の採掘と砂の採取など。